# Meersloot

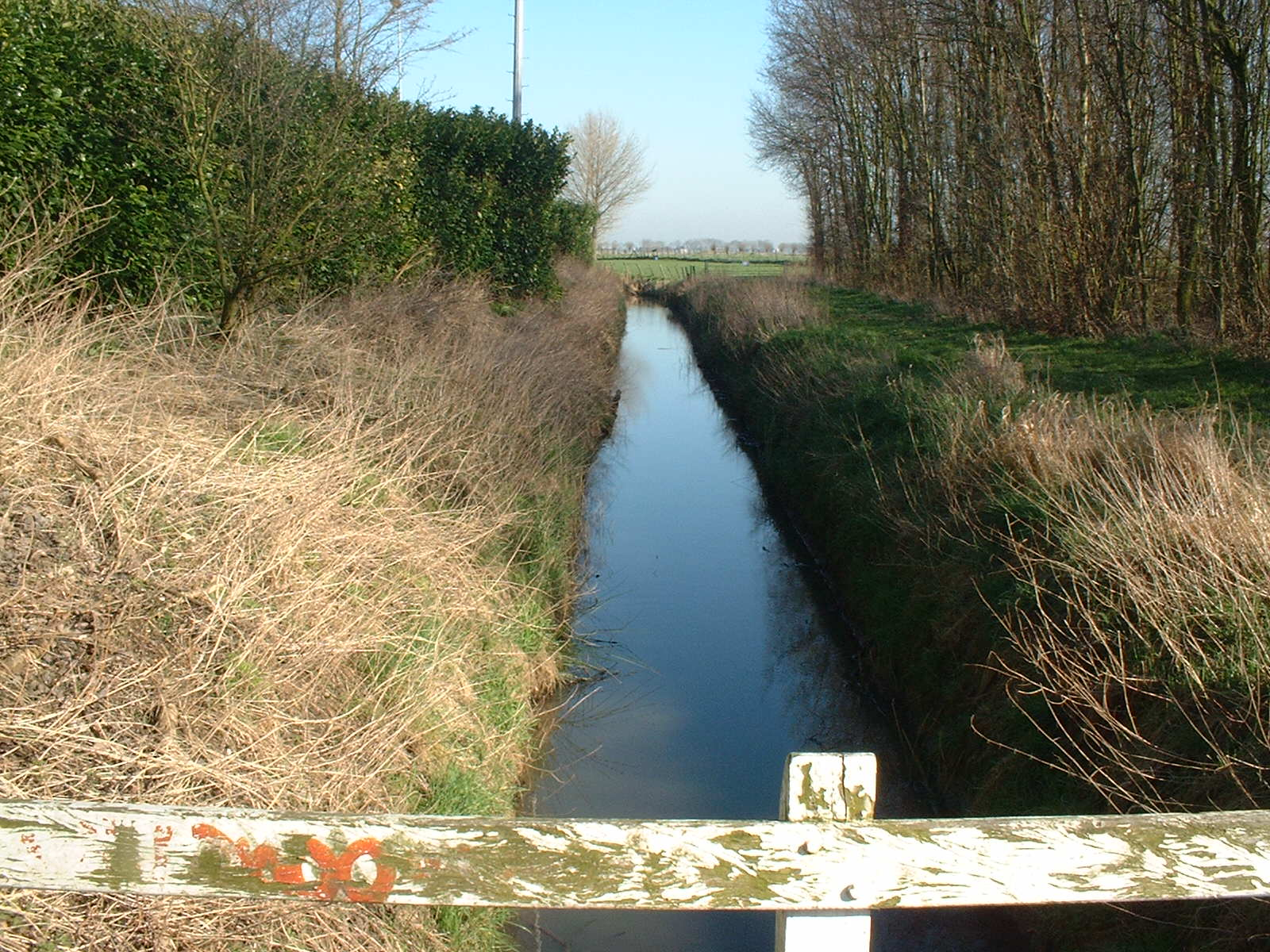
Le Meersloot à Ammerzoden

Le Meersloot est un cours d'eau néerlandais qui contourne par le nord le village d'Ammerzoden, dans la commune de Maasdriel et la province de Gueldre.
Le Meersloot correspond à un ancien lit de la Meuse ; jusqu'en 1354, il formait le cours principal de la Meuse, et le village d'Ammerzoden était situé à l'intérieur du méandre (donc rive gauche). De nos jours, Ammerzoden est situé sur la rive droite de la Meuse.
De nos jours, le Meersloot est un cours d'eau canalisé qui n'est plus en contact direct avec la Meuse. Il relie le fossé circulaire du Château Ammersoyen à celui du château de Well, en faisant une grande courbe au nord d'Ammerzoden et en bordant le hameau de Wordragen. Le long du Meersloot, un sentier pédestre a été aménagé.
Les chemins au nord d'Ammerzoden, de part et d'autre du Meersloot, forment un dessin particulier en dessinant une grande courbe autour d'Ammerzoden : ce sont des anciennes digues de la Meuse.

## Source
- (nl) Cet article est partiellement ou en totalité issu de l’article de Wikipédia en néerlandais intitulé « Meersloot » (voir la liste des auteurs).